# Енфие
Енфие (или емфие) е бездимен тютюн, направен от смлени или пулверизирани тютюневи листа. Той се вдишва (инхалаторно) или смърка в носната кухина (във всяка ноздра), доставяйки бърза доза никотин и продължителен ароматен послевкус (особено ако ароматът е смесен с тютюна). Традиционно енфието се смърка или вдишва леко, след като на опакото на ръката се постави щипка енфие, придържана между палеца и показалеца, или със специално изработен инструмент за смъркане. Съществува погрешно схващане за смъркането на енфие: никотинът в енфието се абсорбира през лигавицата, така че е достатъчно щипката енфие да навлезе само в носа. Повечето потребители са единодушни, че ако енфието стигне до синусите, значи е вдишвано прекалено силно.